# Tommaso Martinelli
Tommaso Martinelli (nacido el 6 de enero de 2006) es un futbolista profesional italiano que juega como portero en la Fiorentina de la Serie A.

## Biografía
Martinelli nació el 6 de enero de 2006 en Bagno a Ripoli, Italia, y creció en Florencia, Italia. Es hijo de Leonardo Martinelli, y tiene una hermana y un hermano.

## Trayectoria
Martinelli se unió a la academia juvenil del equipo de la Fiorentina a la edad de nueve años y fue ascendido al primer equipo en 2023. El 11 de octubre de 2023, fue nombrado por el periódico inglés The Guardian como uno de los mejores jugadores nacidos en 2006 en todo el mundo. El 2 de junio de 2024, debutó con el equipo en una derrota por 2-3 a domicilio ante la Atalanta en liga.

## Estilo de juego
Martinelli juega como portero y es diestro. The Guardian escribió en 2023 que es un "portero ágil de 1,93 m... y ha impresionado con su distribución".

## Estadísticas de carrera
A 9 de agosto de 2025
| Club             | Temporada        | Liga             | Liga         | Liga      | Copa         | Copa      | Competiciones europeas | Competiciones europeas | Total        | Total     |
| Club             | Temporada        | División         | Aplicaciones | Objetivos | Aplicaciones | Objetivos | Aplicaciones           | Objetivos              | Aplicaciones | Objetivos |
| ---------------- | ---------------- | ---------------- | ------------ | --------- | ------------ | --------- | ---------------------- | ---------------------- | ------------ | --------- |
| Fiorentina       | 2023–24          | Serie A          | 1            | 0         | —            | —         | —                      | —                      | 1            | 0         |
| Fiorentina       | 2024–25          | Serie A          | 0            | 0         | 0            | 0         | 1                      | 0                      | 1            | 0         |
| Total de carrera | Total de carrera | Total de carrera | 1            | 0         | 0            | 0         | 1                      | 0                      | 2            | 0         |